# Женско благотворително дружество „Благовещение“
Женското дружество „Благовещение“ е основано на 25 март 1871 година от младия даскал Найден Попстоянов.
Малко по-рано бил назначен за главен учител в Копривщица и с голям идеализъм работел за цялостното издигане на градеца. Съставил устава на дружеството, отпечатан във Виена през 1872 г. Освен от даскал Найден дейността на женската организация била направлявана и от съветите на Тодор Каблешков. Той живо се интересувал от съдбата на дружеството, особено по времето, когато негова председателка е била втората му майка. В писмо до Ана Каблешкова (на която до голяма степен се дължат широките стопански, културни и просветни изяви на дружеството) той ги очертава така:
- Да гледате да привличате членки.
- Да събирате пари по разни и честни начини.
- Да гледате да се ползват наследниците ви, т.е. дъщерите, като ходят и те редовно.
- Да имате сказки и всякакви добри и полезни книги.
- Да се унищожат модите и всичко що е европейско и да се заместват с домашно.
- Да гледате да отмахвате завист, гордост, като ги замествате със съгласие.
- Да не се гледа кой говори, но да се оценява що говори, па било и от най-прости членки.
- Да си снабдявате библиотеката от разни книжки, без да се изтощава капитала.
- Да гледате да научите всяка жена да чете и пише.
- Кондикът (касата) да бъде чиста; ясно и всичко записано, за да се избягват недоверие и бъркотия.
- Да се работи честно и почтено, за да се дава добър пример на наместниците.
- Да не се присмивате на никоя, макар че е лошо казала, тя веднъж – дваж и ще свикне.
- Да прочитате вестниците с голямо внимание, за да извлечете полза за вазе си, а в същото време и за дружеството ви.

С тези съвети, които представляват цялостна програма на копривщенското дружество, Каблешков поставя пред него високохуманни, демократични и възпитателни задачи. Всъщност, това са върховете, до които можело да достигне едно добре уредено женско възрожденско дружество в своята дейност.
През 1873 г. дружеството отпуснало пари за Македонската дружина. Без да вдига шум, без да говори за необходимостта от професионално образование на девойките, то основало още преди Освобождението училище за кроячество и шев, като довело от Пловдив специалистката Елисавета Янкова – шивачка за преподавателка.
Дружеството уредило и неделно училище, където в неделните дни неграмотните жени се събирали да се учат да четат и пишат.
Въпреки че имало и неграмотни членки в настоятелството и че се случвало, дори и касиерката да бъде неграмотна, сметките на дружеството били винаги в пълна изправност. Една от най-важните му задачи и цели била да се просвети и подготви копривщенската жена, която да даде своя организиран принос в общото дело за възраждането на българския народ.
Дружеството постоянно разширявало своята дейност, помагало на бедните, на млади и стари. Отпускало парични средства от своята каса на способни младежи, за да могат те да завършат своето образование. Някои от подкрепените от дружеството младежи се издигнали на високи служби. Недко Каблешков, с помощта на женското благотворително дружество „Благовещение“ в Копривщица е изпратен в българо-католическата гимназия в Одрин, където получава добро образование.Измежду подпомаганите надарени ученици са основателите на залесяването в града Христо Дрехаров, Нейко Азманов, Иван Джартазанов и Рашко Маджаров. Първият историограф на Копривщица Евтимий Сапунджиев също е подпомаган от „Благовещение“.
За известно време след Освобождението със средства на женското дружество се издържало и девическото училище в Копривщица. През 1898 г. дружеството се снабдило с пожарна помпа или както я наричали тогава „толумба“ за гасене на пожари и двайсет кофи. Това което е трябвало да стори Общината, било направено от женското дружество. Със своята пестеливост и предприемчивост, през 1901 г. дружеството построило и поддържало чешмата „Райновец“ и с това облагодетелствало почти цялата Ламбовска махала. През 1913 дружеството подпомага пострадалите от войната, 1919 попадналите в града руски бежанци.
И по-късно жените от „Благовещение“ продължили своята благородна дейност. Поколения наред тези „кротки весталки в черно“, както поетично ги нарича Анна Каменова, участвали активно в обществения живот на града, поддържайки традициите, създадени от техните баби и майки.
На 18 ноември 2009 г. по инициатива на читалището в Копривщица се преучредява дружеството „Благовещение“, съгласно закона за юридически лица с не стопанска цел. В същия ден се приема и уставът му.